# جون كوربيت
جون جوزيف كوربيت (بالإنجليزية: John Corbett) (ولد في 9 مايو 1961) ممثل ومغني موسيقى كانتري أمريكي. لعب دور «إيان ميلر» أمام نيا فاردالوس في فيلم حفل زفافي اليوناني الضخم (2002)

## نشأته
ولد جون كوربيت في ويلينج ـ والدته كانت تعمل كساقية في نادي عمه الموسيقي. عمل كحارس أمن في سن السابعة عشر. بعد تخرجه من الثانوية عمل في مصنع صلب لست سنوات. تدرب لكيّ يصبح شريف في الشرطة ولكنه لم ينجح في ذلك. ترك العمل في المصنع بعد إصابة حدثت له. والتحق بكلية (سيرّيتوس) في نوروالك حيث درس التمثيل ودرس تصفيف الشعر في نفس المرحلة.

## مسيرته المهنية

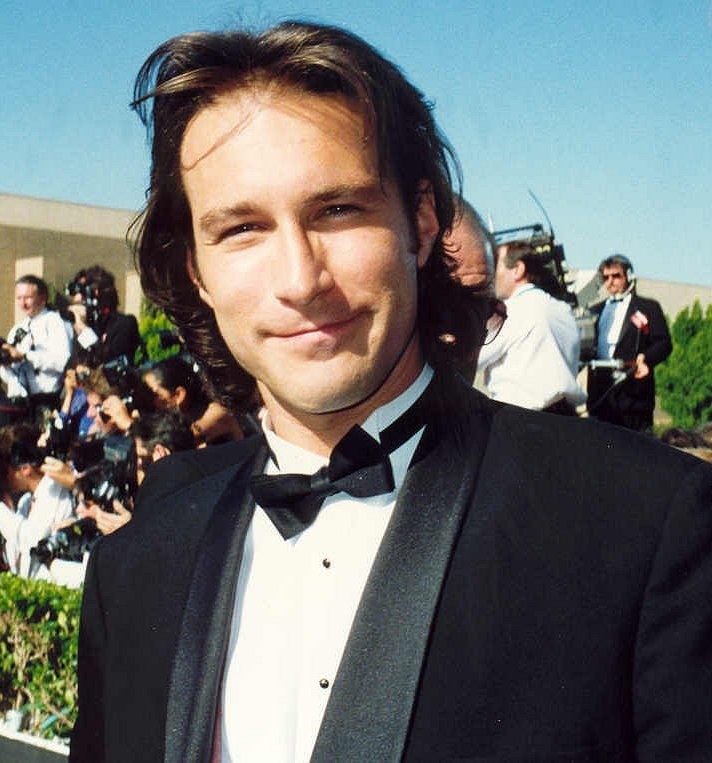
جون كوربيت في حفل توزيع جوائز إيمي الرابع والأربعين- 1992

ظهر أولًا في مجموعة من الإعلانات وصلت لخمسين إعلانًا. دوره الأول كان في مسلسل ذا وندر يير في حلقة «ملاك» عام 1988. مثل بعدها في ثلاث مسلسلات ناجحة هي (Northern Exposure) من عام 1990 حتى 1995، مسلسل الجنس والمدينة في 22 حلقة من 2001 حتى 2002، و (United States of Tara) من 2009 حتى 2011. لعب دور البطولة في مسلسلين لم يمتدا كثيرًا هما (The Visitor) عام 1997 حيث لعب دور رجل تخطفه كائنات فضائية ويعود بعد 50 عامًا بقدرات خارقة. وأيضًا عام 2003 في مسلسل (لاكي) بدور لاعب بوكر محترف يعيش في (لاس فيغاس). أيضًا شارك في مسلسلات (Days Of Our Lives) بدور مدير مستشفى في أربع حلقات بين عاميّ 1995 و1996. في السينما فأهم الأفلام التي شارك بها تتضمن تومبستون، (My Big Fat Greek Wedding) عام 2002، (Raising Helen)، (Dreamland)، (The Messengers). وظهر أيضًا بأدوار صغيرة في أفلام (Serendipity)، (Raise Your Voice). أيضًا ظهر في مسلسل (مونتانا سكاي) وبدور شرطي فاسد في مسلسل (Street Kings). وفي 2006 أطلق ألبومه الأول والذي يحمل اسمه وتم إنتاجه في مدينة (ناشفيل). أطلق منه الأغنية (Good to Go). ظهر أيضًا في الفيديو الموسيقي بعنوان (This Is Me You're Talking To). وفي 2013 أطلق ألبومه الثاني بعنوان (Leaving Nothin' Behind).

## روابط خارجية
- جون كوربيت على موقع IMDb (الإنجليزية)
- جون كوربيت على موقع روتن توميتوز (الإنجليزية)
- جون كوربيت على موقع ألو سيني (الفرنسية)
- جون كوربيت على موقع ميوزك برينز (الإنجليزية)
- جون كوربيت على موقع تيرنر كلاسيك موفيز (الإنجليزية)
- جون كوربيت على موقع أول موفي (الإنجليزية)
- جون كوربيت على موقع بوكس أوفيس موجو (الإنجليزية)
- جون كوربيت على موقع قاعدة بيانات الأفلام السويدية (السويدية)
- جون كوربيت على موقع إن إن دي بي (الإنجليزية)
- جون كوربيت على موقع ديسكوغز (الإنجليزية)
- الموقع الرسمي